# Консервація in situ
Збереження in-situ (лат. in-situ — на місці) — збереження екосистем і природних середовищ існування, а також підтримку і відновлення життєздатних популяцій видів у їх природному середовищі, а стосовно одомашнених або культивованих видів — в тому середовищі, в якій вони придбали свої відмінні ознаки. Як правило, йдеться про збереження компонентів біологічного різноманіття на особливо охоронюваних природних територіях (ООПТ): заповідниках, заказниках, національних парках, пам'ятках природи й т. п. Особливо звертається увага на збереження середовища існування видів і структури взаємозв'язків.

## Природно-заповідний фонд фонду України
| Природні території та об'єкти | Кількість |
| ----------------------------- | --------- |
| біосферні заповідники         | 4         |
| природні заповідники          | 17        |
| національні природні парки    | 40        |
| регіональні ландшафтні парки  | 44        |
| заказники                     | 2632      |
| пам'ятки природи              | 3025      |
| заповідні урочища             | 774       |

| Штучно створені об'єкти                   | Кількість |
| ----------------------------------------- | --------- |
| ботанічні сади                            | 22        |
| дендрологічні парки                       | 39        |
| зоологічні парки                          | 13        |
| парки-пам'ятки садово-паркового мистецтва | 538       |